# Рекково
Ре́кково (фин. Rekkowa) — деревня в Бегуницком сельском поселении Волосовского района Ленинградской области.

## История
Деревня Рекково помещицы Сверчковой упоминается на карте Санкт-Петербургской губернии Ф. Ф. Шуберта 1834 года.

РЕККОВО — мыза принадлежит действительной статской советнице Сверчковой, число жителей по ревизии: 7 м. п., 10 ж. п.

РЕККОВО — деревня принадлежит действительной статской советнице Сверчковой, число жителей по ревизии: 11 м. п., 15 ж. п. (1838 год)

В пояснительном тексте к этнографической карте Санкт-Петербургской губернии П. И. Кёппена 1849 года она записана как деревня Rekkowa (Рекково) и указано количество её жителей на 1848 год: савакотов — 13 м. п., 13 ж. п., всего 26 человек.
Деревня Рекково упоминается на карте профессора С. С. Куторги 1852 года.

РЕККОВО — деревня жены капитана Сверчкова, 27 вёрст по почтовой, а остальное по просёлочной дороге, число дворов — 4, число душ — 6 м. п. (1856 год)

- План мызы Рекково. 1860 год

РЕККОВО — мыза владельческая при колодце, между 1-й и 2-й Самерскими дорогами в 42 верстах от Ямбурга, число дворов — 6, число жителей: 7 м. п., 4 ж. п.

РЕККОВО — деревня владельческая при колодце, между 1-й и 2-й Самерскими дорогами в 42 верстах от Ямбурга, число дворов — 1, число жителей: 3 м. п., 4 ж. п. (1862 год)

Согласно материалам по статистике народного хозяйства Ямбургского уезда 1887 года, мыза Рекково площадью 3413 десятин принадлежала вдове капитана В. А. Сверчковой, мыза была приобретена до 1868 года.
В конце XIX — начале XX века деревня административно относилась к Княжевской волости 1-го стана Ямбургского уезда Санкт-Петербургской губернии.
По данным «Памятных книжек Санкт-Петербургской губернии» за 1900 и 1905 годы мызой Рекково с землями площадью 1733 десятины, владел дворянин Сергей Александрович Гвоздев.
С 1917 по 1923 год деревня Рекково входила в состав Рекковского сельсовета Княжевско-Ильешской волости Кингисеппского уезда.
С 1924 года в составе Худанского сельсовета Врудской волости.
Согласно переписи населения СССР 1926 года в сельхозкоммуне Рекково Мало-Врудского сельсовета Врудской волости Кингисеппского уезда проживали 23 человека, большинство немцы; в больнице Рекково — 20 человек, большинство русские, а также финны, поляки, эстонцы, латыши и шведы.
С 1927 года в составе Молосковицкого района.
С 1928 года в составе Рекковского сельсовета.
С 1931 года в составе Волосовского района.
- План деревни Рекково. 1933 год

По данным 1933 года Рекково числилась посёлком, административным центром Рекковского сельсовета Волосовского района в который входили 7 населённых пунктов: деревни Горка, Плещевицы, Терпилицы, Хаделина; посёлки Красное Поле, Пежевицы и Рекково, общей численностью населения 1580 человек. Согласно топографической карте 1933 года в Рекково была организована Коммуна имени Яна Томпа.
С 1935 года в составе Терпилицкого сельсовета.
C 1 августа 1941 года по 31 декабря 1943 года деревня находилась в оккупации.
С 1963 года в составе Кингисеппского района.
С 1965 года вновь в составе Волосовского района. В 1965 году население деревни Рекково составляло 109 человек.
По данным 1966, 1973 и 1990 годов деревня Рекково также входила в состав Терпилицкого сельсовета.
В 1997 году в деревне Рекково проживали 6 человек, в 2002 году — 9 человек (все русские), деревня входила в Терпилицкую волость.
В 2007 году в деревне проживали 2 человека, деревня входила в состав Терпилицкого сельского поселения.
7 мая 2019 года деревня вошла в состав Бегуницкого сельского поселения.

## География
Деревня расположена в центральной части района на автодороге 41К-050 (Терпилицы — Коноховицы).
Расстояние до административного центра поселения — 6 км.
Расстояние до ближайшей железнодорожной станции Вруда — 4 км.

## Демография
| 1862 | 2002 | 2007 | 2010 | 2017 |
| ---- | ---- | ---- | ---- | ---- |
| 18   | ↘9   | ↘2   | ↘0   | ↗6   |

### Национальный состав
Согласно данным Всероссийской переписи населения 2021 года в деревне проживали 8 человек, все русские.

## Достопримечательности
- Усадьба Сверчковых «Рекково», XIX век, руинирована[27]

- 2016 год